# Nowa Wieś Królewska (województwo kujawsko-pomorskie)
Nowa Wieś Królewska (niem. Königlich Neudorf) – wieś w Polsce położona w województwie kujawsko-pomorskim, w powiecie wąbrzeskim, w gminie Płużnica. W latach 1975–1998 miejscowość położona była w województwie toruńskim. Według Narodowego Spisu Powszechnego (III 2011 r.) liczyła 494 mieszkańców. Jest czwartą co do wielkości miejscowością gminy Płużnica.

## Historia
Od pierwszej połowy listopada 1906 r. do co najmniej 16 lutego 1907 r. (lub dłużej) w miejscowej szkole elementarnej odbył się strajk dzieci przeciwko nauczaniu religii w języku niemieckim. Z uczestników strajku znane są nazwiska następujących dzieci: Pilkowski, Topolewska. Strajk był elementem znacznie większej akcji biernego oporu wobec pruskich władz szkolnych, która na przełomie 1906 i 1907 r. objęła ponad 460 (!) szkół w prowincji Prusy Zachodnie, czyli przedrozbiorowe Pomorze Gdańskie, Powiśle, ziemię chełmińską i ziemię lubawską oraz część Krajny. Inspiracją dla strajków pomorskich były wcześniejsze działania dzieci w prowincji wielkopolskiej, ze słynnym strajkiem we Wrześni (1901) na czele.

## Zabytki
Według rejestru zabytków NID na listę zabytków wpisany jest kościół parafialny pw. św. Jana Chrzciciela, przełom XIII/XIV w., nr rej.: A/354 z 13.07.1936.
Miejscową parafię założyli Krzyżacy około 1300 r. Z tego samego okresu pochodzi gotycki kościół parafialny, zbudowany z kamieni polnych i cegły. Górną część wieży kościelnej (kwadratowo-ośmiobocznej) dobudowano w 2. połowy XVI w. Jak wynika z akt wizytacyjnych biskupa Wojciecha Stanisława Leskiego, kościół został wtedy konsekrowany. Świątynia została zdewastowana w czasie wojen szwedzkich i następnie gruntownie odnowiona. Wewnątrz płyty nagrobne z XVIII i XIX w.